# Nyitott gerinc
A nyitott gerinc, latinul spina bifida egy veleszületett fejlődési rendellenesség, ami a neurális cső tökéletlen bezáródása miatt alakul ki. Egyes csigolyák nem tudják teljesen körülölelni a gerincvelőt, hanem nyitottak maradnak. Ha a nyílás elég nagy, akkor a gerincvelő kitüremkedik. A gerincvelő körül lehet, vagy hiányozhat egy folyadékkal kitöltött burok. A neurális cső fejlődésének zavarai közé tartozik az anenkefália, az agy teljes vagy részleges hiánya, és az agysérv, más néven encephalocele.
Három típusa létezik: a spina bifida occulta, a meningocele és a myelomeningocele. A leggyakoribb helyei az ágyéki és a keresztcsonti szakasz. Leggyakoribb típusa a spina bifida occulta, legsúlyosabb formája pedig a myelomeningocele, ami a legtöbb érintettnél fogyatékosságot okoz.
A nyitott gerinc születés után bezárható, de ez még nem állítja helyre a sérült szakasz működését. Méhen belüli műtéteket is végeztek már; hatékonyságukat és biztonságosságukat még vizsgálják. Egy vizsgálat szerint a nyitott gerinccel való születés kockázata akár 70%-kal is csökkenthető, ha az anya már a fogantatás időpontja előtt folsavat szed.
A leggyakoribb fejlődési rendellenességek egyike; világszerte 1000 szülés közül 1-szer fordul elő.

## Előfordulása
A nyitott gerinc az egyik leggyakoribb fejlődési rendellenesség, 1000 születésből egyszer vagy kétszer fordul elő. Egyes népességeknél azonban különösen gyakori.
Az Amerikai Egyesült Államokban előfordulása átlagosan 0,7 per 1000. A keleti parton gyakoribb, mint a nyugatin, és fehéreknél gyakoribb, mint színesbőrűek között (0,1–0,4‰). Az ír bevándorlóknál gyakoribb, mint a helyi népesség körében. A spanyol ajkúaknál a leggyakoribb.
Világszerte Írország és Wales a leginkább érintett, ott (az 1970-es évek adatai szerint) 1000 élve születésre jut 3-4 myelomeningocele. Itt a leggyakoribb az anencephalia is, az összes születés közül 1000-ből hatszor fordul elő. A brit szigeteken a myelomeningocele legnagyobb aránya 2,0–3,5 volt, ami 1998-ra 0,15 per 1000-re csökkent, habár ez a felderített nyitott gerincű babák elvetetésének is következménye lehet.
A nyitott gerincű gyerekek szüleinél megnövekszik annak a kockázata, hogy a következő gyerek is nyitott gerinccel fog születni.

## Típusai

### Spina bifida occulta

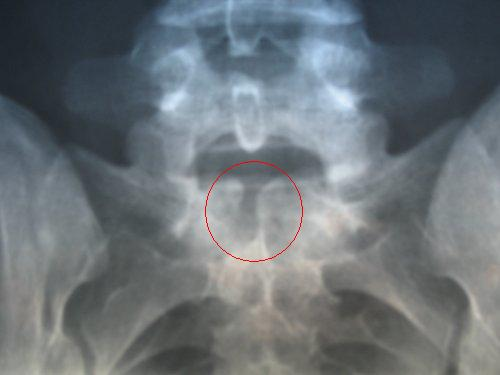
A spina bifida occulta röntgenképe S-1-nél

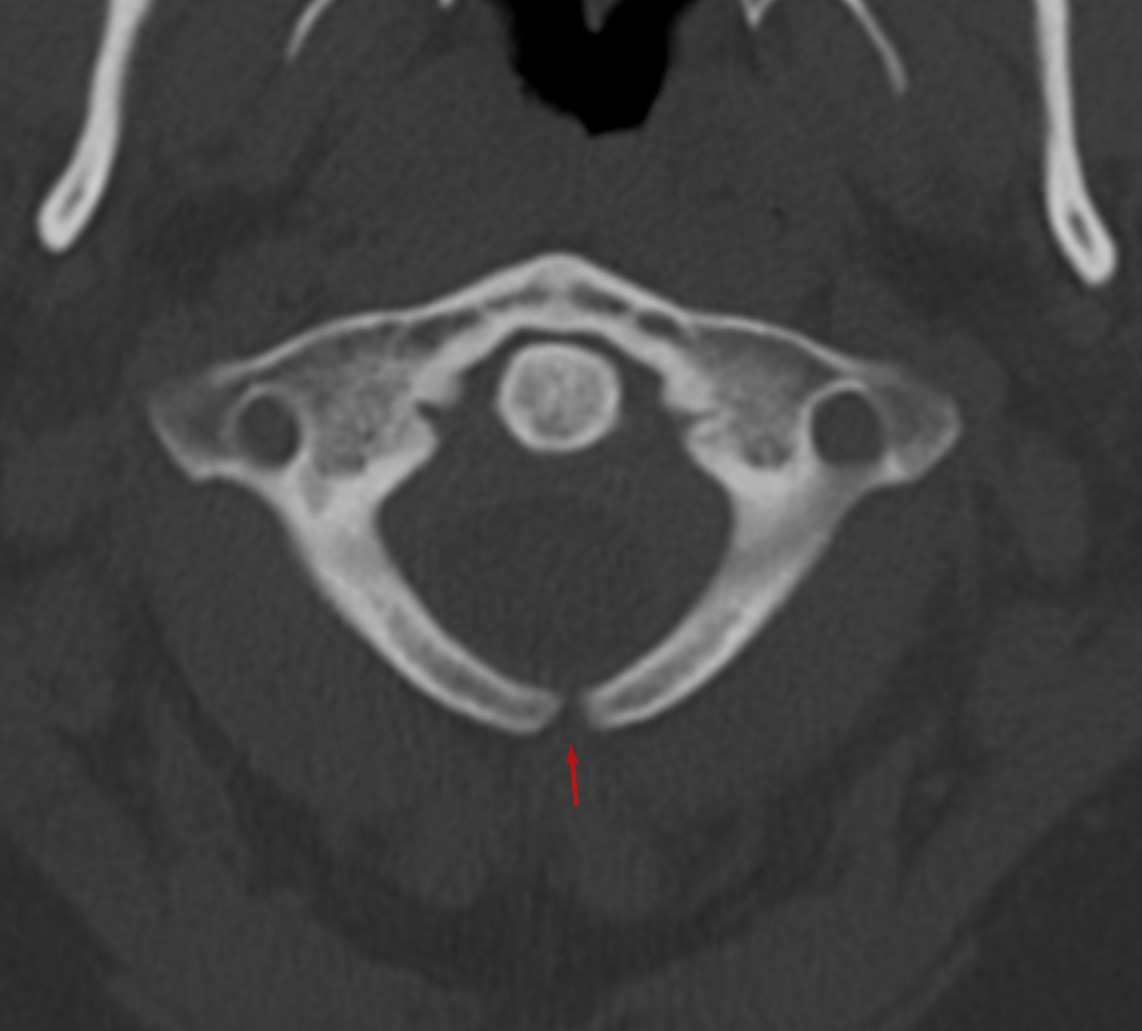
Számítógéppel feldolgozott röntgenfelvétel, ami a C1 csigolya összeforratlanságát mutatja

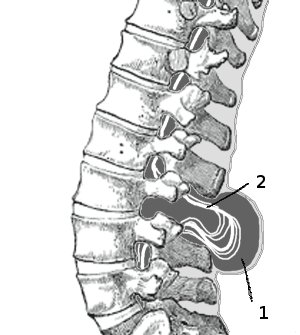
Myelomeningocele az ágyéki szakaszon
(1) Külső zsák agy-gerincvelői folyadékkal
(2) A csigolyák között kitüremkedett gerincvelő

Az occulta latin szó, rejtettet jelent. Ez a nyitott gerinc legegyszerűbb formája.
Ebben a típusban néhány csigolya külső része nem záródott teljesen. A nyílás olyan kicsi, hogy a gerincvelő nem tud kitüremkedni. Felette a bőr lehet normál vagy szőrös, anyajegyes vagy szemölcsös.
Sok ilyen típusú nyílt gerincű ember nem is tud erről a betegségéről, mivel többnyire tünetmentes. Előfordulása 10% a népesség körében, és többnyire véletlenül veszik észre, amikor más okból röntgenfelvételt készítenek.
A röntgenfelvételeket használó kutatások összesítése nem talált kapcsolatot a hátfájás és a nyitott gerincnek ennek a típusa között. Az újabb, e témájú vizsgálatok megerősítik a negatív eredményt.
Más kutatások szerint viszont a rejtett típus sem teljesen ártalmatlan. Egy felmérés szerint erősebben fáj azoknak a hátfájósoknak a háta, ha spina bifida occulta van jelen.

### Meningocele
A nyitott gerinc leggyakoribb típusa az, amikor a csigolyák normálisan fejlődnek, de a gerincvelőt burkoló hártya kitüremkedik a csigolyák közé. Amíg maguk az idegek nem károsodnak, addig az érintetteknek nincsenek komolyabb egészségügyi problémáik, habár kipányvázott gerincvelő előfordulhat. Okai közé tartoznak a keresztcsont és az az előtti területek daganatai és a Currarino-szindróma.
A meningocele kialakulhat a koponya alapjának megsüllyedésével is; ezeket helyük szerint osztályozzák. Lehet occipitalis, frontoethmoidalis vagy nazális. Az endonazális meningocele az orrüreg tetején helyezkedik el, és könnyen orrpolipnak nézhető. Mindezeken műtéttel lehet segíteni.

### Myelomeningocele
Ez a típus gyakran súlyos tünetekkel és szövődményekkel jár. Ebben a típusban a csigolyák közötti résen kitüremkedik a gerincvelő. A gerincvelőt burkoló hártya zsák alakot vesz fel a kitüremkedett gerincvelő körül.

### Myeloschisis
A nyitott gerinc legsúlyosabb formája. Ebben a típusban az érintett terület lapos idegszövetként jelenik meg a burkoló hártya nélkül. Emiatt a beteg érzékenyebb az olyan életet veszélyeztető betegségekre, mint az agyhártyagyulladás.
A kitüremkedő szakasz és az onnan induló idegek fejletlenek vagy károsodottak. Emiatt jellemző a bénulás és az érzészavar az érintett terület alatt. Ezért minél közelebb van az agyhoz, annál súlyosabb a bénulás. Járászavart, érzéskiesést, az izomtónus elvesztését, a csípő, a lábak és a térd eltorzulását is okozhatja.

## Tünetei

### Fizikai tünetek
A nyitott gerinc fizikai tünetei:
- A lábak gyengesége és bénulása[17]
- Ortopédiai problémák (dongaláb, csípőficam, gerincferdülés)[17]
- A kismedencei szervek funkciózavarai és kontrollproblémái: inkontinencia, húgyvezetéki fertőzések, a vese működésének zavarai[17]
- Felfekvések, bőrirritációk[17]
- Abnormális szemmozgás[18]

A nyitott gerincű gyerekek 68%-ában alakul ki latexallergia, az enyhétől az életveszélyesig. Mivel az egészségügyben sokat használják a latexet, ezért ezt nagyon is komolyan kell venni. A kesztyűket, a gumikat és a katétereket és más, köztük a fogászatban használt eszközöket mind meg kell vizsgálni, hogy tartalmazzák-e ezt az anyagot.
A gerincvelő műtét utáni hegesedése vagy sérülése kipányvázott gerincvelőt okozhat, amitől a gerincvelő összehúzódhat és tovább terhelődhet; ez súlyosbíthatja a hátfájást, a bénulást, a gerincferdülést és a kiválasztó szervrendszer működésének zavarait.

### Idegrendszeri tünetek
Sok nyitott gerincű embernek a kisagyában is rendellenesség lelhető fel: az Arnold-Chiari malformatio II. típusa, ami azt jelenti, hogy az agy hátsó része a koponya hátuljáról áthelyeződik a nyak felső részére. A myelomeningocelével diagnosztizáltak 90%-ánál vízfejűség is kialakul, mivel az elmozdult agyrészek gátolják az agy-gerincvelői folyadék elfolyását, így az felszaporodik. Az agy mérete általában kisebb a nyitott gerincűeknél, különösen a súlyosabb esetekben.
A kérgestest abnormálisan fejlődik a myelomeningocelések 70-90%-ában, ami érinti a két agyfélteke közötti kommunikációt. Továbbá az elülső és a hátsó agyterületeket összekapcsoló fehérállomány szervezetlenebb, mint másoknál. Az elülső területeket összekötő idegek is sérültek.
Maga a kéreg is rendellenes lehet. Például az elülső területeken vastagabb, míg a többi területen vékonyabb a vártnál, de itt a kéreg redőzöttsége erősebb. A kéregben az egyes idegek is áthelyeződhetnek.

#### Képességek
Több kutatás is a képességek károsodását találta nyitott gerincű fiataloknál. Legsúlyosabban azok károsodtak, akik vízfejűségét sönttel kellett javítani. Nem fejlődnek úgy, mint a többi gyerek; ezek a funkciók nem javulnak a korral. A nehézségek által érintett területek közé tartoznak a tervezés, szervezés, kezdeményezés, és a rövid távú memória. Érintett lehet még az absztrakció, a vizuális tervezés és a problémamegoldás is. Továbbá a rugalmas gondolkodással is gondok lehetnek. Mindezek székhelyének általában a frontális agylebenyt tekintik, de mivel ezek a területek a nyitott gerincűeknél érintetlenek, ezért más agyterületek is részt vállalnak ezekben a működésekben.
Gyakori náluk a figyelemhiányos hiperaktivitás-zavar. A söntes vízfejű nyitott gerincű gyerekeknél nagyobb arányban fordul elő, mint a többieknél (31% vagy 17%). A szelektív és a fókuszált figyelem is károsodhat, bár a teszteken a lassú mozgás tovább rontja a pontszámokat. A figyelemzavar már elég korán felismerhető, amikor a kisbabák lassabban fordulnak az arcok felé a szokottnál.

#### Tanulási készségek
A nyitott gerincűeknél gyakoriak a tanulási zavarok, különösen a matematikában és az olvasásban. Egy felmérés szerint a gyerekek 60%-ánál találtak tanulási zavart. A tanulási képességeket közvetlenül érinti agyi rendellenességek mellett a figyelemzavar is hátráltatja az előremenetelt. Gyakori, hogy az általános iskolában jól teljesítő gyerek lemarad a későbbi tanulmányai során.
A nyitott gerincű gyerekek között jóval gyakoribb a diszkalkulia, mint a kortársaik között. Ez megnyilvánul a számítások pontatlanságában és lassúságában, a számok használatában és megértésében. Mindezek a zavarok tulajdoníthatók közvetlenül a fali lebeny vékony kérgének, vagy közvetve a kisagy és a középagy torzulásainak. A sönt revíziók száma összefügg a rosszabb matematikai képességekkel. A nehézségeket növelheti a munkamemória és a gátló folyamatok károsodása, bár a téri-vizuális nehézségek nem kapcsolódnak hozzájuk. Létfontosságú az alapkészségek és a matematikai készségek korai fejlesztése.
Az olvasás kevésbé érintett, mint a matematika. Az olvasás pontossága jobb, mint az olvasottak megértése. A megértés rosszabb akkor, ha a szöveg az információk összetett, absztrakt szintézisét követeli meg. A mozgásvezérlés pontatlansága és munkamemória érintettsége az íráson is meglátszik.

### Társas készségek
Az általános fejlődési mintákhoz képest a nyitott gerincű fiataloknak kevesebb a barátjuk, és kevesebb időt töltenek társaikkal. Passzívabbak, és viselkedésük éretlenebb. Kevésbé érzik magukat közeli kapcsolatban a barátaikkal, és úgy érzik, hogy kevesebb érzelmi támogatást kapnak tőlük. A társas kapcsolati problémák egészen a felnőttkorig eltartanak. A súlyosabb zavarok összefüggnek a sönttel és a rosszabb általános képességekkel. Mindezekkel azonban nem minden vizsgálat ért egyet.

## Fiziológiája
A nyitott gerincet a neuroncső záródásának hibája okozza az embrionális fejlődés első hónapjában. Az anya sokszor még nem tudja, hogy gyereket vár. Egyes formák a másodlagos patogenezis során jönnek létre, amikor az elsődleges körülmények miatt megnőtt a központi idegrendszerre ható nyomás.
Normális esetben a velőcső a 23. (felső vég) és a 27. napon (farki vég) záródik. Ha azonban közbejön valami, akkor a velőcső záródása tökéletlen marad. Egyes gyógyszerek, például a cukorbetegség és az epilepszia kezelésére adottak hajlamosítanak a nyitott gerincre. Az elhízás, a láz és a külső körülmények miatt megnövekedett testhő hasonlóan megnöveli az esélyt.
Egértörzseken végzett beható vizsgálatok szerint az állapotnak néha genetikai okai vannak. Az emberi nyitott gerincet sok más betegséghez hasonlóan öröklött és környezeti tényezők együttese okozza, ahogy a rákot, az érelmeszesedést és a magas vérnyomást. Az öröklődés nem követ olyan könnyen felismerhető mintát, mint a hemofília vagy az izomsorvadás. A kutatások szerint, ha egy anyának nyitott gerincű gyereke született, akkor 3% annak az esélye, hogy a következő gyerek is nyitott gerinccel születik. Ez napi 4 mg folsav bevitelével egy százalékra csökkenthető, ha az anya már a fogantatás előtt elkezdi szedni, és egészen a szülésig szedi. A többi kismamának és gyereket tervező nőnek napi 0,4 mg folsavat javasolnak.
A kutatások szerint a folsav hiánya is hozzájárul a neuroncső betegségeihez, köztük a nyitott gerinchez. A folátok 70%-kal képesek csökkenteni ezek gyakoriságát, és a többi esetben is nagyban csökkenti a súlyosságot. A hatás mechanizmusa ismeretlen.

## Megelőzése

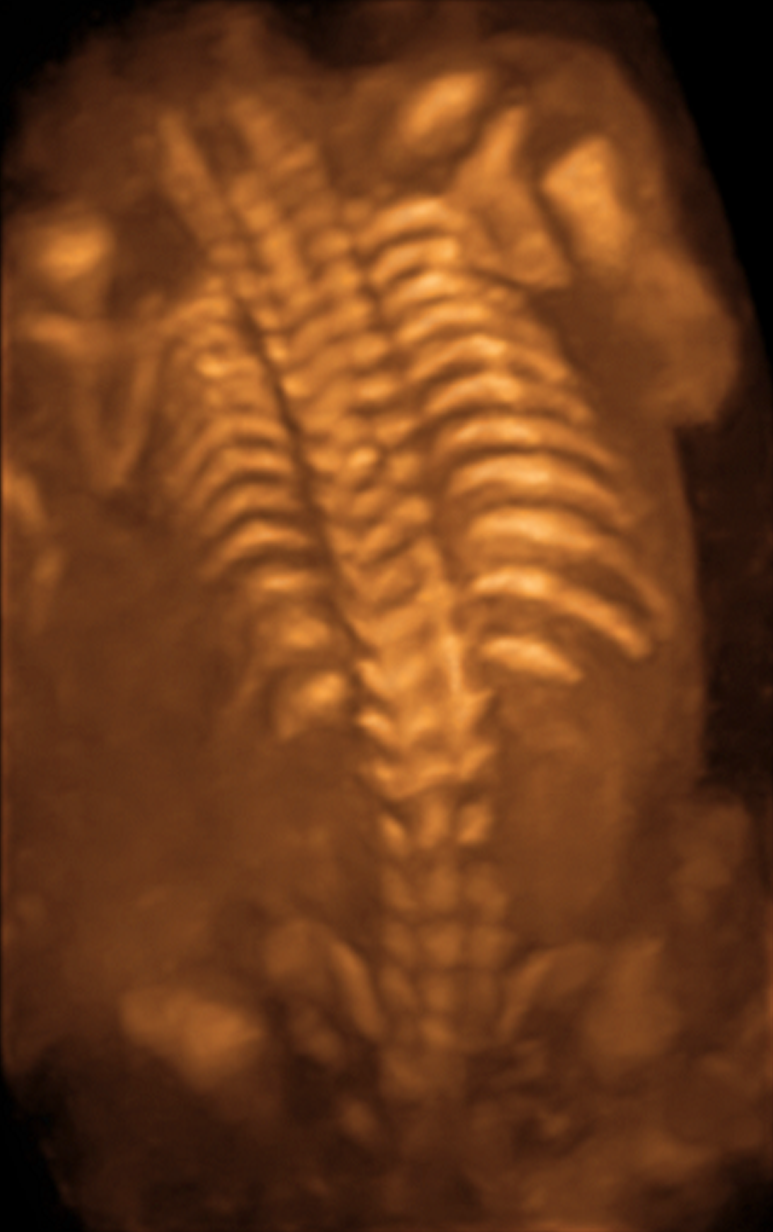
21 hetes magzat gerincéről készült 3D ultrahangos felvétel

A nyitott gerincnek nincs egyetlen ismert oka, és nem ismert olyan módszer, amellyel teljesen kizárható lenne. Az előfordulás azonban nagyban csökkenthető folsavval. A folsav forrásai közé tartoznak a gyümölcsök, a teljes őrlésű lisztek, a szárazbab és a levélzöldségek.
1998 óta az Amerikai Egyesült Államokban kötelező folátokkal dúsítani a magvas termékeket. A U.S. Food and Drug Administration, Public Health Agency of Canada és az Egyesült Királyság a termékeny korú és a gyermeket tervező nőknek legalább napi 0,4 mg folsav bevitelét javasolják a fogantatás előtti harmadik hónaptól a terhesség 12. hetéig. A neuroncső károsodásával született gyerekek anyáinak, vagy az epilepszia elleni gyógyszereket szedő nőknek legalább napi 4–5 mg folsavat javasolnak.
A VANGL1  gén bizonyos mutációi kockázati tényezők a nyitott gerinc szempontjából. Ezek a mutációk egyes családokban már sokszor hozzájárultak a nyitott gerinc kialakulásához.

## Szűrése
A neuroncső károsodásával járó zavarok már születés előtt felismerhetők az anya vérvizsgálatával, vagy részletes magzati ultrahanggal. Az anyai alpha-fetoprotein (MSAFP) szintjének megnövekedését követi a magzati gerinc ultrahangos vizsgálata és a magzatvíz amniocentézise, amivel az alpha-fetoprotein és az acetilkolineszteráz szintjét mérik. A nyitott gerincet kísérhetik más malformációk is, köztük dysmorphiás szindrómák is, ami gyakran spontán abortusszal zárul. A nyitott gerinc többnyire egyetlen malformáció marad.
A terhesség alatt genetikai tanácsadás és genetikai tesztelés is végezhető, mivel a neuroncső záródásának rendellenességének genetikai okai is lehetnek, például a 18-as kromoszóma triszómiája. Az ultrahangos szűrés lehetőségét sokan arra használják, hogy elvetessék a babát, ha nyitott gerincet diagnosztizálnak rajta, mert biztosra veszik, hogy a gyerek élete szenvedés lesz. A mai orvosi kezelések azonban sokat tudnak javítani a nyitott gerinccel születettek életén.

## Kezelése
A már meglevő károsodások megszüntetésére nincs gyógymód. A fertőzések és a további károsodások megelőzésére a háton levő nyílást gyermekneuron-sebészek zárják. A műtét közben visszahelyezik a gerincvelőt, elrendezik a hártyát. Emellett a vízfejűség kezelésére söntöt ültethetnek be, ami az agy-gerincvelői folyadékot a mellkasba vagy a hasba vezeti el. Ha a terhesség alatt ismerték fel, akkor a műtét már születés előtt elvégezhető.

### Gyerekek
A nyitott gerincű gyerekeknek több szakorvost és fejlesztő pedagógust is rendszeresen fel kell keresniük:
- pszichiáter: ellenőrzi a fejlesztők munkáját, megtervezi a terápiát, segédeszközöket és gyógyszereket rendel, amelyek támogatják a gyerek fejlődését és beilleszkedését.
- ortopédus: figyeli az izmok, a csontok és az inak növekedését
- idegsebész: kezeli és értékeli az idegrendszeri problémákat
- urológus: ellenőrzi a vese, a húgyvezeték és a húgycső állapotát; ha kell, akkor katétert ültet be.
- szemész: a látás korrekcióját végzi
- segédeszköztervező: különböző segédeszközöket, például mankókat, kerekesszéket tervez, és állít be. Általában, minél kiterjedtebb és súlyosabb a nyitott gerinc, annál súlyosabb a bénulás, bár az nem törvényszerű.
- logopédus, viselkedésterapeuta, fizikoterapeuta: készségfejlesztést végeznek, és korrigálják a tanulási zavarokat

### Átmenet a felnőttkorba
Sok gyermekkórházban a fenti szakterületek csapatban tevékenykednek, a felnőttkórházakban azonban többnyire szét vannak választva, és a különböző osztályok egymástól függetlenül dolgoznak. Itt a nyitott gerincről is kevesebbet tudnak, mivel a nyitott gerincet gyermekkori krónikus egészségi állapotként ismerik. Mivel az átmenet nehéz, ezért az érintett családoknak azt ajánlják, hogy a gyermek 14-16 éves korától már kezdjenek el felkészülni az átmenetre. Maga az átmenet legyen fokozatos, rugalmas és hajlékony. A gyermeket kezelő csapat részletes információkkal támogassa a felnőttkori csapat tagjait, naprakészen értesítve őket. A kezelési tervre is szükség van.
További bonyodalmat jelent, hogy a betegség és a kezelések miatt a gyermek tovább függ a szüleitől, mint az egészségesek. Lassabban fejlődnek és függetlenednek, különösen a fiúk. A függőség szemben áll azzal, hogy a kamasz a katétert, a gyógyszerek bevételét, és a többi kezelést is önállóan akarja használni, vagy végezni. Az átmeneti folyamat alatt már korán el kell kezdeni a további sorsának az elrendezését: a tanulást, a szakma megszerzését, a közösségbe való beilleszkedést, és az önálló élet megkezdését.

## Nyitott gerinc által érintett hírességek
- Tanni Grey-Thompson – walesi paralimpikon, a brit Lordok Házának tagja[57]
- Blaine Harrison – a Mystery Jets frontembere, billentyűse, ritmusgitárosa, korábban dobosa[58]
- Rene Kirby – színész az Amerikai Egyesült Államokból. Szerepelt a Shallow Hal és a Stuck on You filmekben[59]
- John Mellencamp – rock and roll zenész az Amerikai Egyesült Államokból[60]
- Karin Muraszko – a University of Michigan idegsebészeti tanszékének elnöke, az első nő, aki ezt a pozíciót az Amerikai Egyesült Államokban elérte[61]
- Jeffrey Tate – angol karmester[62]
- Hank Williams – countryzene-énekes és dalszövegíró az Amerikai Egyesült Államokból[63]
- Lucinda Williams – countryzene-énekes és dalszöveg-író az Amerikai Egyesült Államokból[64]
- Miller Williams – költő az Amerikai Egyesült Államokból[64]
- Chandre Oram – férfi, akinek nyitott gerincéhez kapcsolódóan farka is van.
- George Schapell – countryzene-énekes és dalszövegíró az Amerikai Egyesült Államokból. Sziámi iker; ikertársa Lori Schapell. Ők a legelső hivatalosan feljegyzett sziámi ikerpár.